# Barbarea
O género botânico Barbarea, da família das Brassicaceae (a que também pertencem a couve e a mostarda) é composto por pequenas plantas herbáceas das regiões temperadas, com folhas verde-escuras comestíveis. Pode tornar-se uma planta invasiva de determinados habitats..